# IC 4497
IC 4497 ist eine Spiralgalaxie vom Hubble-Typ Sb im Sternbild Bärenhüter am Nordsternhimmel. Sie ist rund 167 Millionen Lichtjahre von der Milchstraße entfernt.
Entdeckt wurde das Objekt am 22. Juni 1895 von Stéphane Javelle.